# Mariam Budia
Mariam Budia (Logroño, 14 de março de 1970), é uma dramaturga e escritora espanhola.

## Trajectória
Mariam Budia é doutora em Filologia Hispânica, especializada em Teoria, História e Prática do Teatro pela Universidade de Alcalá, além de ser formada em Arte Dramática pela Real Escuela Superior de Arte Dramático de Madrid (RESAD), e Diploma de Honra em Música pelo Conservatório Profissional de Música de Logroño.
Tem trabalhado como docente na Universidade de Coreia onde deu classes de literatura dramática e recebeu um prêmio de excelência docente por elas. Também trabalhou na Universidade de Estudos Estrangeiros de Kobe, em Japão.
Em sua faceta de escritora, destaca pela busca de novas linguages para que os personagens possam ser livres de seu ambiente natural e do pensamento colectivo. A actriz estadounidense Casey Wilson realizou uma breve imitação dela em The Dakota Fanning Show, em Saturday Night Live, USA, o 1 de março de 2008.
Também realiza colaborações em revistas e jornais de âmbito nacional, bem como em emissoras de rádio, e participa como palestrante em conferências internacionais sobre literatura espanhola.

## Obras
- Historias del comediante fiel. Asfoli.  ISBN 978-84-946246-0-5 [1]
- Teatro del desarraigo (1) Editorial Fundamentos, Madrid. ISBN 978-84-245-1038-1[1]
- Teatro del desarraigo (2) Editorial Fundamentos, Madrid. ISBN 978-84-245-1065-7[1]
- Teatro del desarraigo (3) Editorial Libros en Red, Buenos Aires.  ISBN 978-1-59754-382-8[1]
- Antología de comedia y humor, (Budia, et al.) Ediciones Irreverentes, Madrid. ISBN 978-84-16107-32-2 [7]
- El tamaño no importa V, (Budia, et al.) Ediciones Antígona - AAT, Madrid. ISBN 978-84-96837-25-6 [8]
- Al Soslayo[9]
- Cancán del Moulin[9]
- La mujer Sakura. Libro escrito durante su estancia en Japón.[9]
- Prohibido autolesionarse [9]
- Carlaño [9]

## Dramatizaciones de seus textos
- Condición personal, Círculo de Bellas Artes, Madrid. Dirección: Juan Carlos Rubio, Actriz: Kiti Mánver.[3]
- ¿Dentro del matrimonio?, en el XVII Maratón de Monólogos, Teatro Fernando de Rojas, Madrid. Dirección: Julián Quintanilla, Actriz: Loles León.[10]
- La indignación de Sinforoso, en XV Salón Internacional del Libro Teatral, Madrid. Dirección: Quino Falero, Intérpretes: Manuel Galiana y Sofía Valero.[11]
- La chocolatina, XXII Maratón de Monólogos - Sala Berlanga, Madrid. Director: Fernando Sansegundo, Actriz: Huichi Chiu.[12]
- Cerrad las ventanas, XX Maratón de Monólogos - Teatro Fernando de Rojas, Madrid. Dirección: Pedro Víllora, Actriz: María Luisa Merlo[13][14]

## Investigação
Como investigadora destacam seus estudos:
- Aproximación a los elementos formales y filosóficos de Dragón, obra inconclusa de García Lorca, en Estudios Hispánicos, No. 60, Seúl: Asociación Coreana de Hispanistas. ISSN: 1738-2130:[15]
- Comedia sin título de García Lorca: ensayo dramatizado para una didáctica inconclusa, en The Korean Journal of Hispanic Studies, Seúl: Universidad de Corea. ISSN: 2092-4984[16]
- Aproximación a las estrategias creativas en Así que pasen cinco años: tiempo absoluto y subconsciente, en Teatro (Revista de Estudios Escénicos), No 21, Madrid: Ateneo de Madrid - Universidad de Alcalá. ISSN: 1132-2233[17]

## Estudos sobre suas obras
- Pérez Jiménez, Manuel (UAH), Concepto de desarraigo y polimorfismo estético, en Biblioteca Digital Universidad de Alcalá.[18]
- Alba Peinado, Alba (UNED), Prohibido autolesionarse: poéticas del desarraigo, en Leer Teatro nº 5.[19]
- Pérez Jiménez, Manuel (UAH), Del desarraigo a la esperanza, un teatro de nuestro tiempo, en Biblioteca Digital Universidad de Alcalá.[20]